# 레이피어

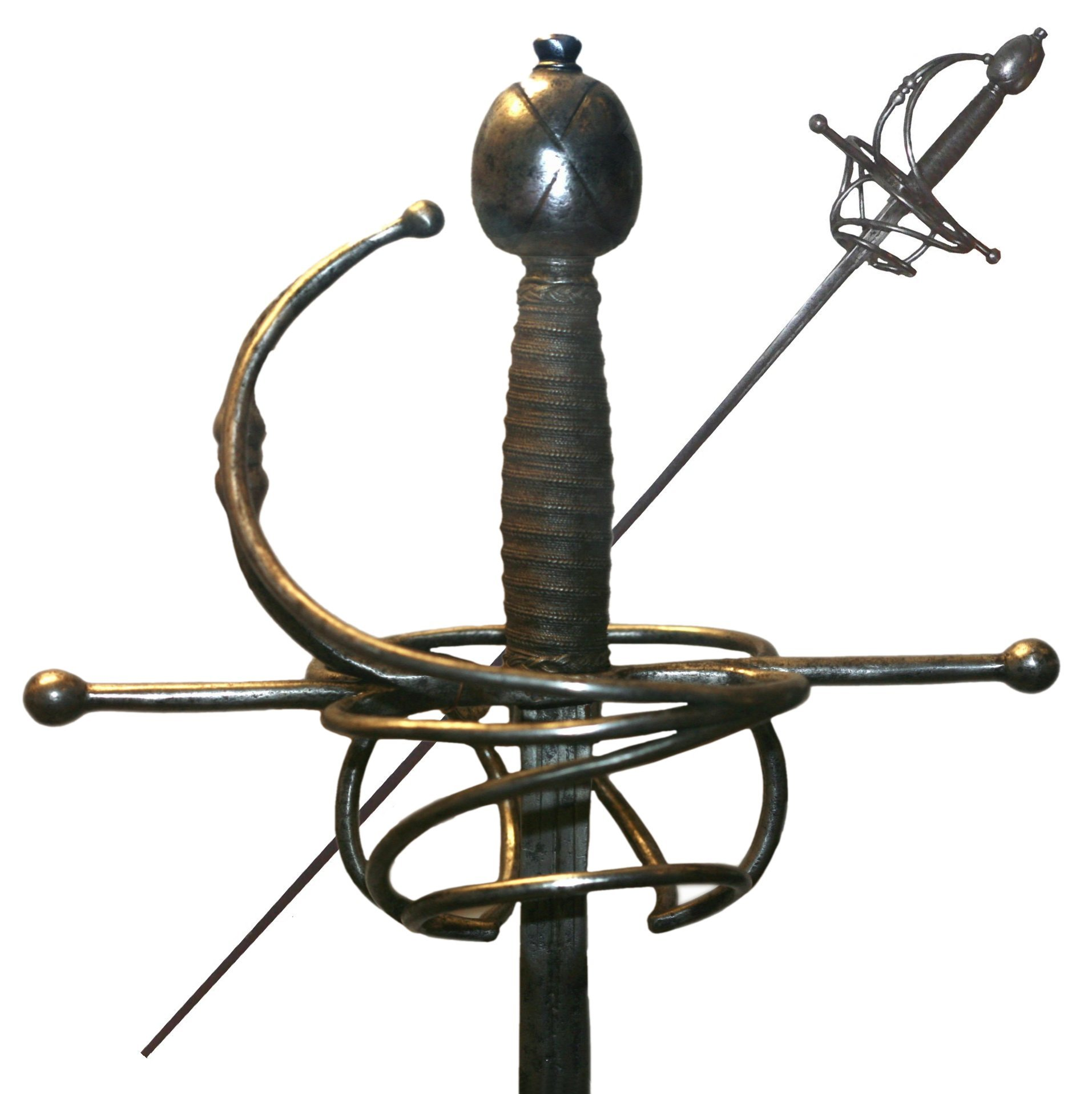
17세기의 레이피어

레이피어(독일어: Rapier, 스페인어: Espada Ropera)는 16-17세기 근세 유럽에서 사용된 길고 가늘고 뾰족한 도검 일체를 가리키는 포괄적 용어다.

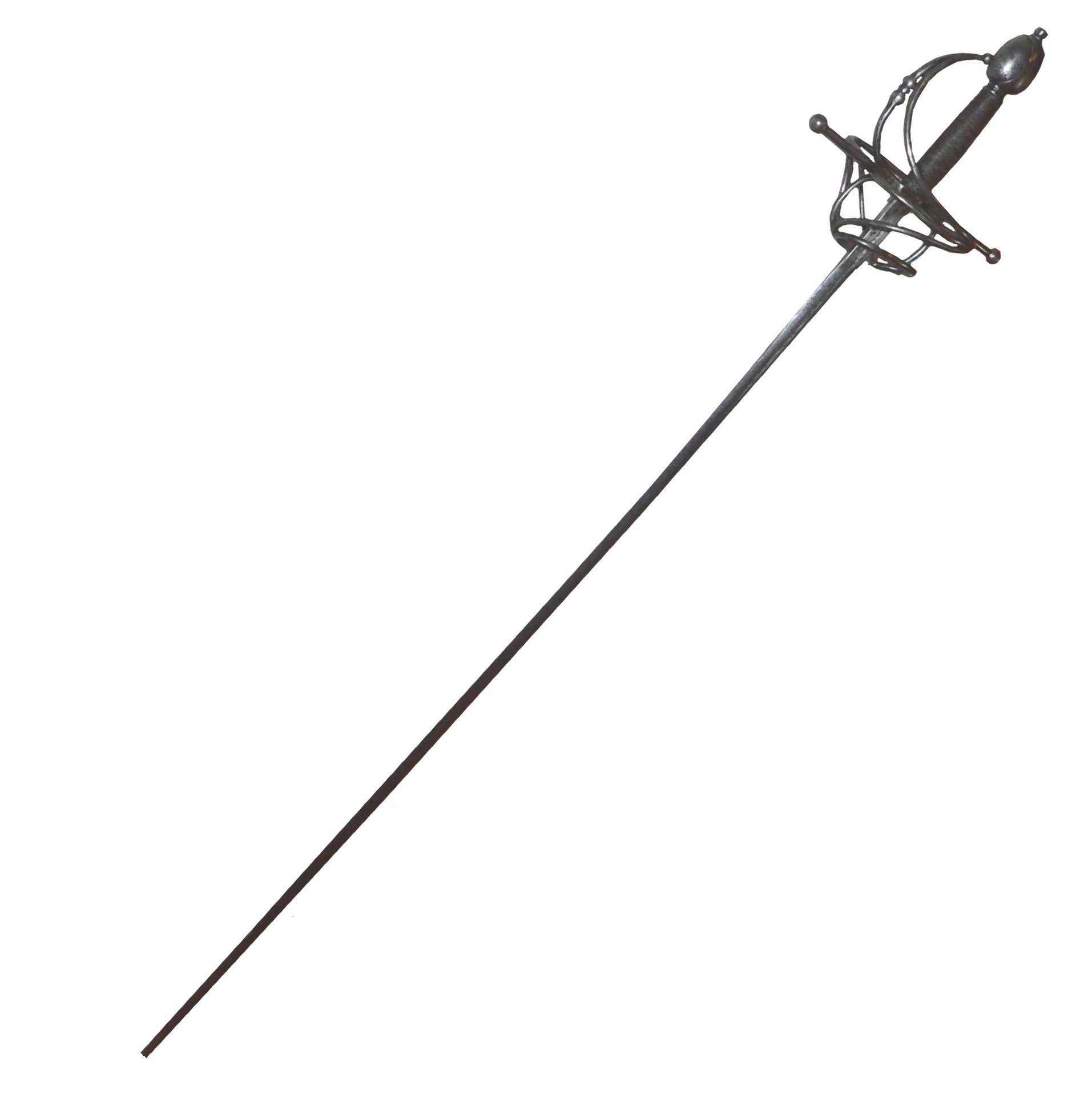

"레이피어"라는 말은 날이 상대적으로 길고, 칼자루의 장식적인 모양으로 손의 방호력을 더한 검을 일반적으로 일컫는다. 레이피어는 날이 아예 존재하지 않는 에스톡 같은 것과 달리 날이 서 있기에 베기 공격 자체는 가능하지만 중세의 장검만큼 넓은 날을 가지지는 않아 기본적으로 베기보다는 날렵하고 잽싼 찌르기 공격을 상정하고 만들어졌다. 검봉 전체에 날을 세우기도 하고 일부는 칼끝에서 검봉 중간까지만 날을 세우기도 한다. 1670년대 레이피어 사범 팔라빈치니(Pallavicini)는 레이피어의 양날을 베기 용도로 사용할 것을 강하게 권장했다. 일반적인 레이피어 유물은 무게가 1 킬로그램 정도이고, 칼날 길이가 104 센티미터(41 인치) 정도로 긴 반면 너비는 2.5 센티미터 정도로 좁았다. 17세기 이탈리아의 레이피어들은 45 인치를 넘고 심지어 50 인치에 이를 정도로 극단적으로 긴 것들도 있었다.
레이피어는 스파다 다 라토보다 날이 가늘고 길지만 18세기 이후의 궁정검보다는 무겁다. 그러나 그 날과 자루의 형태는 기록된 시기가 언제이고 또 기록자가 누구냐에 따라 달라진다. 일반적으로 레이피어가 의미하는 에스파다 로페라 뿐 아니라 그 이전 단계인 스파다 다 라토까지 레이피어라고 칭하는 경우도 있다. 때문에 레이피어라는 말을 마주했을 때는 전후 맥락을 따져서 의미를 판단할 필요가 있다.
"레이피어"라는 말은 독일어 어원으로, 이탈리아, 스페인, 프랑스의 레이피어 사범들은 "레이피어"라는 말을 쓰지 않았다. 이 지역들에서는 그냥 "검"을 의미하는 "스파다", "에스파다", "에페"라는 말로 레이피어를 지칭했다. 때문에 톰 레오니(Tom Leoni) 같은 사람은 레이피어를 16-17세기에 사용된 손 방호능력이 있는 편수 양날 직검을 통칭하는 말로 쓰기도 한다. 그러나 후세인으로서 혼동을 피하고자 기능과 사용에 따라 분류가 이루어지는데, 예컨대 존 클레멘츠(John Clements)는 베기 능력이 상대적으로 떨어져서 찌르기 위주로 사용되어야 하는 검을 레이피어, 찌르기와 베기가 모두 가능한 검을 베고 찌르는 검(cut and thrust sword)이라고 부른다. 그러나 레이피어가 사용된 시기를 통사적으로 조망해 볼 때 레이피어라는 말이 특정 단일 정의를 만족시키지 못함은 명확하다. 유럽 전역에 걸쳐 레이피어는 각지의 문화와 검술에 따라 변형되었고, 같은 시기라도 지역에 따라 사용법, 날 길이, 날 폭, 칼자루 모양, 날의 유무까지 천차만별이다.
1500년 전후에 나타난 스페인의 에스파다 로페라가 레이피어의 원형이다. 에스파다 로페라는 그전까지의 도검들이 전장과 민간에서 함께 사용된 것과 달리 거의 전적으로 민간에서만 사용된 자위 및 결투용 베고 찌르는 검이었다. 이후 16세기에 걸쳐 다양한 민간용 편수도검이 파생되었다. 1570년 이탈리아인 검술 사범 로코 보네티가 잉글랜드에 정착해 결투시 찌르기 공격용으로 레이피어를 사용할 것을 주장했다.
레이피어는 이후 유럽 상류계층 사이에 매우 유행하게 되었지만 그 가치를 절하하는 사람도 없지 않았다. 조지 실버 같은 검객이 대표적으로 찌르기밖에 못 하는 레이피어는 저급한 검이라고 혹독하게 비판했다.
레이피어의 빠른 반응속도와 긴 공격범위는 16-17세기 민간의 결투에 매우 적합했다. 전쟁터에서는 베기 공격에 대한 수요가 여전히 존재했기에 레이피어는 결투 및 장식용 민간 시장을 위주로 발달하게 되었다. 이것은 레이피어가 나중에 순전히 장식용 검인 궁정검과 에페로 대체된 원인이기도 하다. 그래도 전쟁용 레이피어가 완전히 존재하지 않은 것은 아니다. 민수용 레이피어보다 넓은 날을 가진 군용 레이피어도 존재했고, 스웨덴 왕 구스타브 2세 아돌프가 30년 전쟁 때 사용한 검이 전형적인 군용 레이피어에 해당한다.
1715년이 되면 레이피어는 아직 사용되고는 있었지만 거의 궁정검으로 대체되기 시작한다. 이는 도널드 맥베인(1728년), P. J. F. 지라르(1736년), 도메니코 안젤로(1787년)의 저술에서 확인된다. 오늘날에는 교황청 스위스 근위대 장교들이 레이피어를 사용하고 있다.

## 같이 보기
- 에스톡